# Erigone dentichelis
Erigone dentichelis är en spindelart som beskrevs av Miller 1970. Erigone dentichelis ingår i släktet Erigone och familjen täckvävarspindlar.
Artens utbredningsområde är Angola. Inga underarter finns listade i Catalogue of Life.